# The Rose of the Misty Pool
The Rose of the Misty Pool è un cortometraggio muto del 1915 diretto da George E. Middleton.

## Produzione
Il film fu prodotto dalla California Motion Picture Corporation.

## Distribuzione
Distribuito dalla World Film, il film - un cortometraggio in due bobine - uscì nelle sale USA il 25 ottobre 1915,